# Campeonato Sudamericano 1924
El Campeonato Sudamericano de Selecciones 1924 fue la octava edición del Campeonato Sudamericano de Selecciones, competición que posteriormente sería denominada como Copa América y que es el principal torneo internacional de fútbol por selecciones nacionales en América del Sur. Se desarrolló en Montevideo, Uruguay, entre el 12 de octubre y el 2 de noviembre de 1924.
Uruguay fue sede nuevamente y retuvo su título de campeón sudamericano.

## Organización
El torneo fue organizado por la Asociación Paraguaya de Fútbol en territorio uruguayo, siendo la primera vez en la historia que Paraguay organizaba el torneo en otro país (debido a la falta de infraestructuras).

### Sede
| Montevideo                  |
| --------------------------- |
| Estadio Gran Parque Central |
| Capacidad: 26 000           |
|                             |

### Sistema de disputa
Se disputó mediante sistema de todos contra todos a una rueda. Dos (2) puntos otorgados por una victoria, un (1) punto por empate, y cero (0) por derrota.

### Árbitros
- Servando Pérez
- Carlos Fanta
- Alberto Parodi
- Eduardo Jara
- Ángel Minoli

## Equipos participantes
Participaron cuatro de las cinco asociaciones afiliadas a la Confederación Sudamericana de Fútbol en esa época.
| Equipos participantes | Equipos participantes | Equipos participantes | Equipos participantes |
| --------------------- | --------------------- | --------------------- | --------------------- |
| Argentina             | Chile                 | Paraguay              | Uruguay               |

## Resultados

### Posiciones
| Selección | Pts. | PJ | PG | PE | PP | GF | GC | Dif. |
| --------- | ---- | -- | -- | -- | -- | -- | -- | ---- |
| Uruguay   | 5    | 3  | 2  | 1  | 0  | 8  | 1  | +7   |
| Argentina | 4    | 3  | 1  | 2  | 0  | 2  | 0  | +2   |
| Paraguay  | 3    | 3  | 1  | 1  | 1  | 4  | 4  | 0    |
| Chile     | 0    | 3  | 0  | 0  | 3  | 1  | 10 | –9   |

### Partidos
| 12 de octubre de 1924 | Argentina | 0:0 | Paraguay | Gran Parque Central, Montevideo                                    |  |
|                       |           |     |          | Asistencia: 12 000 espectadores Árbitro(s): Ángel Minoli (Uruguay) |  |

| 19 de octubre de 1924 | Uruguay                                          | 5:0 (1:0) | Chile | Gran Parque Central, Montevideo                                     |                                                                     |
|                       | Petrone 40', 53', 88' · Zingone 73' · Romano 78' |           |       | Asistencia: 15 000 espectadores Árbitro(s): Eduardo Jara (Paraguay) | Asistencia: 15 000 espectadores Árbitro(s): Eduardo Jara (Paraguay) |

| 25 de octubre de 1924 | Argentina             | 2:0 (1:0) | Chile | Gran Parque Central, Montevideo                                    |                                                                    |
|                       | Sosa 5' · Loyarte 78' |           |       | Asistencia: 15 000 espectadores Árbitro(s): Ángel Minoli (Uruguay) | Asistencia: 15 000 espectadores Árbitro(s): Ángel Minoli (Uruguay) |

| 26 de octubre de 1924 | Uruguay                            | 3:1 (2:0) | Paraguay        | Gran Parque Central, Montevideo                                    |                                                                    |
|                       | Petrone 28' · Romano 37' · Cea 53' |           | 77' Urbita Sosa | Asistencia: 14 000 espectadores Árbitro(s): Alberto Parodi (Chile) | Asistencia: 14 000 espectadores Árbitro(s): Alberto Parodi (Chile) |

| 1 de noviembre de 1924 | Paraguay                   | 3:1 (2:1) | Chile       | Gran Parque Central, Montevideo                                      |                                                                      |
|                        | López 15', 52' · Rivas 33' |           | 6' Arellano | Asistencia: 1000 espectadores Árbitro(s): Servando Pérez (Argentina) | Asistencia: 1000 espectadores Árbitro(s): Servando Pérez (Argentina) |

| 2 de noviembre de 1924 | Uruguay | 0:0 | Argentina | Gran Parque Central, Montevideo                                  |  |
|                        |         |     |           | Asistencia: 20 000 espectadores Árbitro(s): Carlos Fanta (Chile) |  |

|                                         |
| Bandera de Uruguay                      |
| Campeón Uruguay 5.º título (4.º trofeo) |

### Goleadores

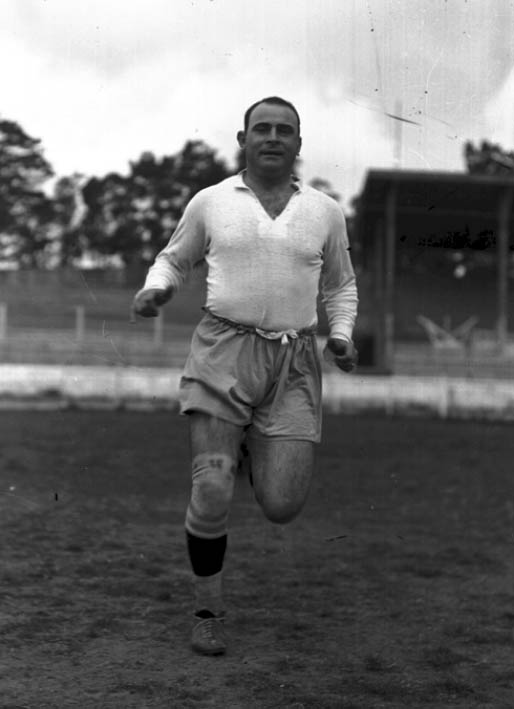
Pedro Petrone fue el goleador del torneo.

4 goles
- Pedro Petrone

2 goles
- Ildefonso López
- Ángel Romano

1 gol
- Gabino Sosa
- Tomás Loyarte
- David Arellano
- Gerardo Rivas
- Pasiano Urbita
- José Cea
- Pedro Zingone

### Mejor jugador del torneo
- Pedro Petrone.[4]